# Proserpinicaris wangpi
Proserpinicaris wangpi is een eenoogkreeftjessoort uit de familie van de Parastenocarididae. De wetenschappelijke naam van de soort is voor het eerst geldig gepubliceerd in 2012 door Karanovic, Cho & Lee.